# Vatnajökull

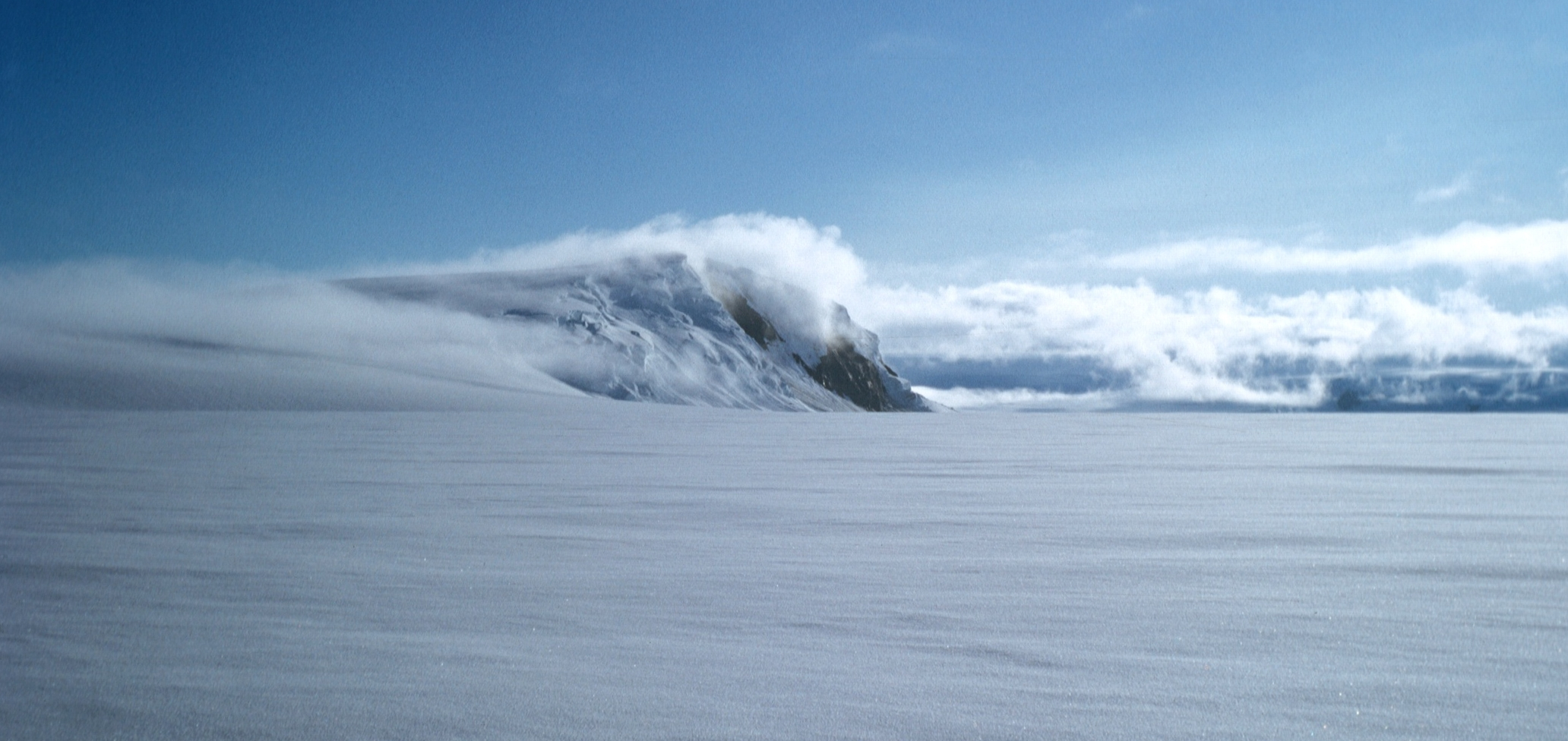
Llac Grímsvötn en la glacera Vatnajökull

Vatnajökull (en islandès, Vatnajökull significa "glacera de les aigües" -vatna=aigua; jökull=glacera-) és el més gran camp de gel d'Islàndia i un dels més grans d'Europa. Vatnajökull presenta una àrea total de 8.100 km². Situat al sud-est del país, cobreix més del 8% de la seva superfície. És la major glacera d'Europa en volum (uns 3.000 km³) i la segona en àrea, només superat per Austfonna a Nordaustlandet, Svalbard (Noruega). Les seves dimensions són, aproximadament, d'uns 150 km d'est a oest i d'uns 100 km de nord a sud. El gruix mitjà del gel és d'uns 400 m - 600m. El volcà més elevat d'Islàndia, Hvannadalshnúkur (2109,6 m) està localitzat a la perifèria sud del camp de gel, proper al Parc Nacional Skaftafell i exactament per sota del petit mantell de gel del volcà Öræfajökull. Les llengües glacials derivades cap als marges oest, nord i nord-est arriben a alçades de 600 a 800 metres sobre el nivell del mar, essent el gruix del gel d'uns 400 m de terme mitjà i arribant fins i tot als 900 m. El punt més profund sota la glacera arriba als 300 m. per sota del nivell del mar sota la conca glacial del Skeidarajökull. La precipitació nival anual varia entre els 40 cm i els 700 cm de gruix de neu, variant entre un mínim de 400 cm a l'extrem sud i disminuint dràsticament cap al nord.

## Formació i evolució de la mida del Vatnajökull

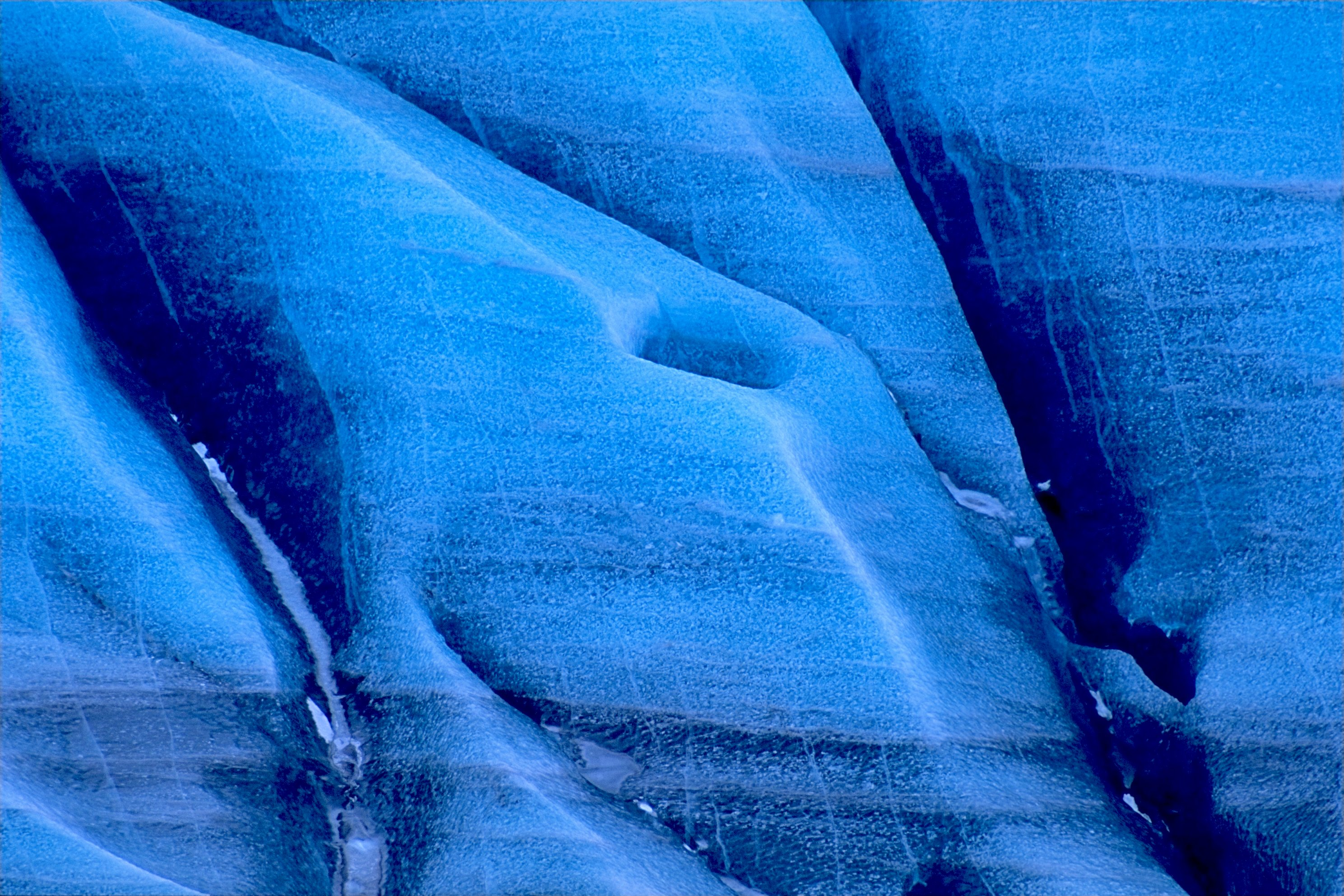
Vatnajökull

Com moltes de les glaceres islandeses, el Vatnajökull es va formar fa uns 25.000 anys. Cap al segle ix, al moment de la colonització d'Islàndia, era molt més petit que avui dia. La muntanya dels Esjufjöll es trobava fora de la glacera mentre que en l'actualitat està situada al mig del Vatnajökull. Durant la Petita Edat del Gel, del segle xiii fins a començaments del segle xx, la glacera s'estén. Posteriorment ha tingut una contínua reculada i ha perdut una part de la seva superfície: el 1980 tenia 8.300 km² mentre que el 1958, 8.538 km². L'efecte hivernacle i l'activitat volcànica considerable durant els últims temps semblen ser les principals causes de la seva evolució recent.

## Vulcanisme
El rift volcànic d'Islàndia transcorre des del Sud-oest al Nord-est del país, encara que la major activitat geològica es troba justament a la regió on s'assenta el Vatnajökull. En particular, els sistemes volcànics sota aquest camp de gel han estat actius en temps històrics, disposant-se en conseqüència d'un llarg corpus de dades sobre l'activitat eruptiva resultant.
D'aquesta dinàmica freqüentment neixen llacs volcànics, que solen ser fonts de les relativament comunes surgents glacials. El llac Grímsvötn per exemple, va ser el 1996 l'origen d'una de les més estudiades. El complex volcànic subjacent va causar també una considerable encara que breu erupció al començament de novembre de 2004.